# Томпсон, Джулиан
Джулиан Томпсон, CB, OBE (англ. Julian Howard Atherden Thompson; р. 7 октября 1934) — британский военный историк, генерал-майор.
С 1952 года в рядах Королевской морской пехоты Великобритании, в которой отслужил 34 года. С 1986 года в отставке.
Окончил Британский военный штабной колледж (British Army Staff College) и в 1980 году Королевский оборонный колледж.
Один из британских командующих в Фолклендской кампании.
Выйдя на пенсию, писал о британской военной истории.
Труды на русском языке: Великие полководцы (2008) ISBN 978-5-373-01931-6.
Является приглашенным профессором на военной кафедре Королевского колледжа Лондонского университета.
Современниками он считается одним из видных командиров британской морской пехоты.
Кавалер Ордена Бани. Офицер ордена Британской империи.